# Ingrid Runggaldier

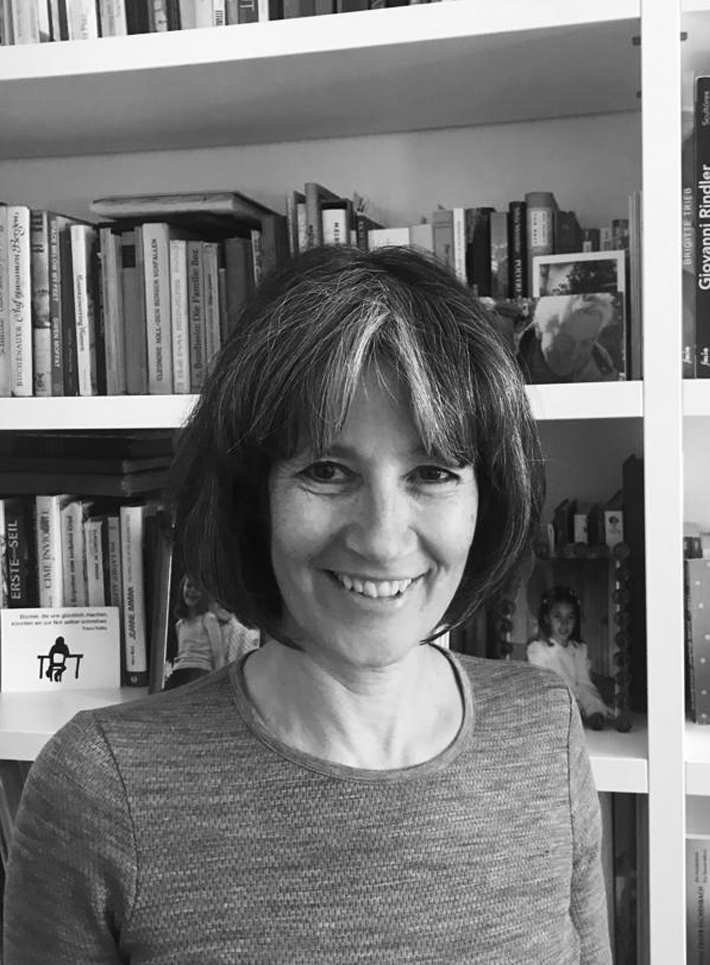
Ingrid Runggaldier (2022)

Ingrid Runggaldier Moroder (* 1963 in Bozen, Italien) ist eine Südtiroler Publizistin, Buchautorin und literarische Übersetzerin. Sie arbeitet als Übersetzungsinspektorin für die ladinische Sprache im Amt für Sprachangelegenheiten der Südtiroler Landesverwaltung.

## Leben
Ingrid Runggaldier wuchs in St. Ulrich in Gröden auf. Nach dem Sprachenlyzeum in Bozen studierte sie Germanistik und Anglistik an der Universität Innsbruck. Ihre Diplomarbeit verfasste sie über den Schriftsteller Oskar Jellinek und sein Romanfragment Das Dorf des 13. März. Runggaldier gab nach dem Studium an der Handelsober- und Mittelschule in St. Ulrich Englischunterricht. Sie arbeitet seit 1997 im Amt für Sprachangelegenheiten der autonomen Provinz und lebt mit ihrer Familie in Bozen.
Daneben ist Runggaldier freie Publizistin in deutscher, italienischer und ladinischer Sprache. Ihre Themen sind Sprache, Literatur, Frauen- und Minderheitenstudien sowie die Geschichte des Alpinismus und Tourismus. Sie veröffentlicht auch im Calënder de Gherdëina (Ladinischer Kalender für das Grödnertal) der Union di Ladins de Gherdëina (ULG). Runggaldier ist Autorin verschiedener Radio- und Fernsehsendungen sowie Dokumentarfilmerin. Sie führt ein Archiv über Bergsteigerinnen und kuratierte 2016 im Frauenmuseum Hittisau die Ausstellung Ich, am Gipfel.

## Werke (Auswahl)
Deutsch:
- Dolomiten vertikal. Das Weltnaturerbe aus der Luft. Fotos: Ulrich Ackermann. Tyrolia, 2010. ISBN 978-3-7022-3085-2.
- Frauen im Aufstieg. Auf Spurensuche in der Alpingeschichte. Raetia, Bozen 2011. ISBN 978-88-7283-346-9.
- Die Dolomiten. Ein literarischer Reiseführer. Raetia, Bozen 2022.

Ladinisch:
- Frida Piazza. Ustories, de vivudes, de cuédes ora, sun bandafurnel madurides. Raetia, Bozen 2006. ISBN 88-7283-261-6.

Beiträge:
- „Das Dorf des 13. März“. – Utopie einer besseren Welt? Erinnerungen an O. J. anlässlich seines 60. Todestages. In: Zwischenwelt. Literatur, Widerstand, Exil. 26. Jahrgang, Nr. 3/4 (Dezember 2009). ISSN 1606-4321. S. 37–38.
- Wolfgang Strobl (Hrsg.): Paul Grohmann. Erschließer der Dolomiten und Mitbegründer des Alpenvereins. Athesia, Bozen 2014. ISBN 978-88-6839-037-2.
- Josef Moroder Lusenberg. 1846–1939. Ausstellungskatalog. Museum Gherdëina, 1994.
- Leo Crepaz da Maidl. Ausstellungskatalog. Museum Gherdëina, 1998.
- L fanatism fej uni vierces – Der Fanatismus verblendet. Interview mit Alex Moroder. Beilage: Usc di Ladins. St. Ulrich in Gröden 2006. (Ladinisch)

## Filmografie (Auswahl)
- Frauen im Aufstieg. 2002.
- La montagna al femminile. 2002.
- La rujeneda tl ce, Frida Piazza nes conta (Frida Piazza. Worte im Kopf). 2004.
- Mi vita, mi lëur. Adolf Vallazza se conta. Rai Ladinia und Rai Südtirol 2014.

## Belege
1. 1 2  raetia.com: Ingrid Runggaldier. (abgerufen am 14. Mai 2023)
2. ↑  starkefrauen.online: Wollen ist können. (abgerufen am 14. Mai 2023)

| Personendaten    | Personendaten                                                     |
| ---------------- | ----------------------------------------------------------------- |
| NAME             | Runggaldier, Ingrid                                               |
| ALTERNATIVNAMEN  | Runggaldier Moroder, Ingrid (vollständiger Name)                  |
| KURZBESCHREIBUNG | Südtiroler Publizistin, Buchautorin und literarische Übersetzerin |
| GEBURTSDATUM     | 1963                                                              |
| GEBURTSORT       | Bozen, Italien                                                    |